# Numicia nitida
Numicia nitida är en insektsart som beskrevs av Frederick Arthur Godfrey Muir 1931. Numicia nitida ingår i släktet Numicia och familjen Tropiduchidae. Inga underarter finns listade i Catalogue of Life.